# Едролюспест маркусений
Едролюспестите маркусении (Marcusenius macrolepidotus) са вид актиноптери от семейство Мормирови (Mormyridae).
Те са незастрашен вид.
Таксонът е описан за пръв път от Вилхелм Петерс през 1852 година.